# Cercus

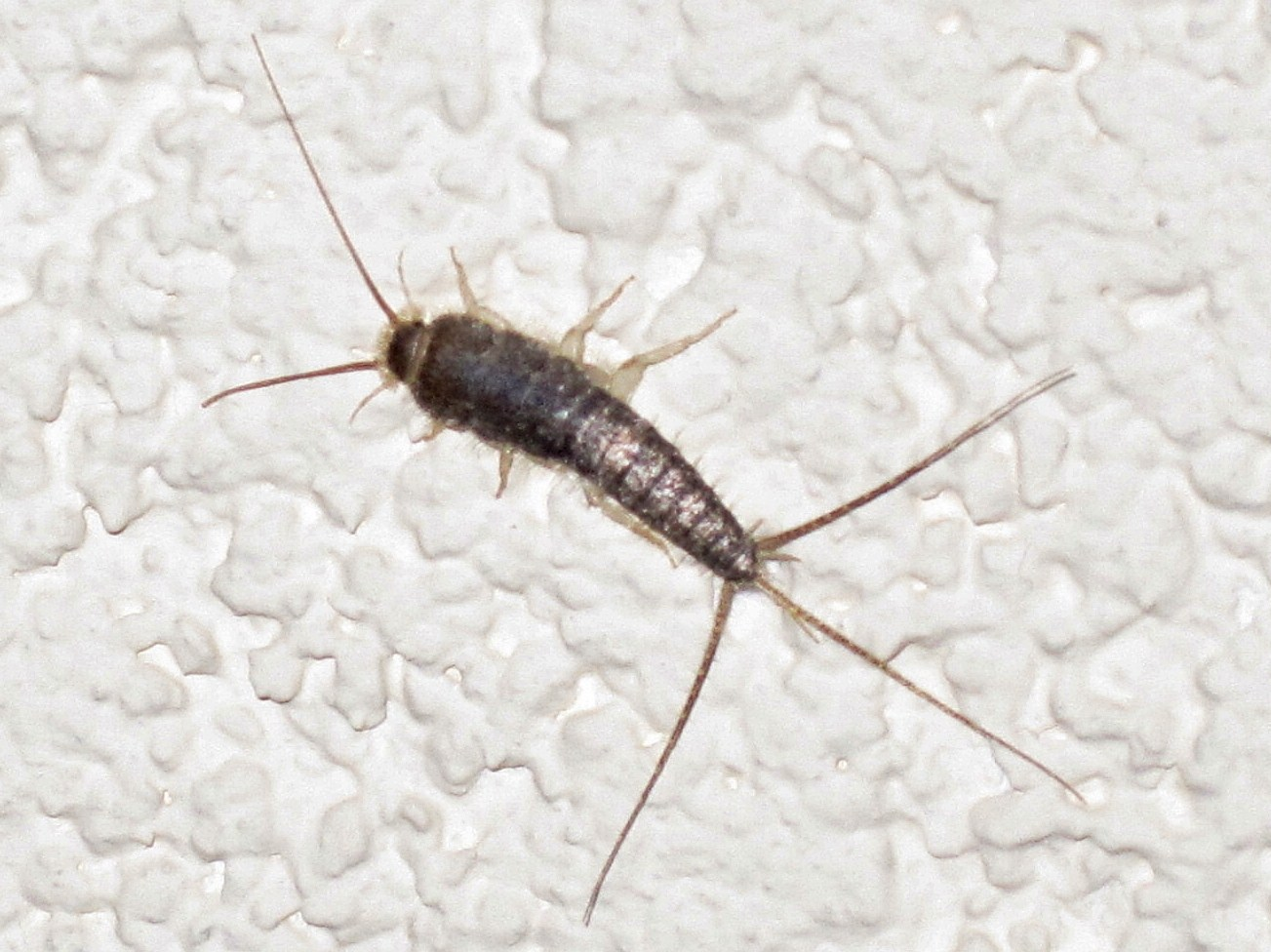
Papierfischchen (Ctenolepisma longicaudata)

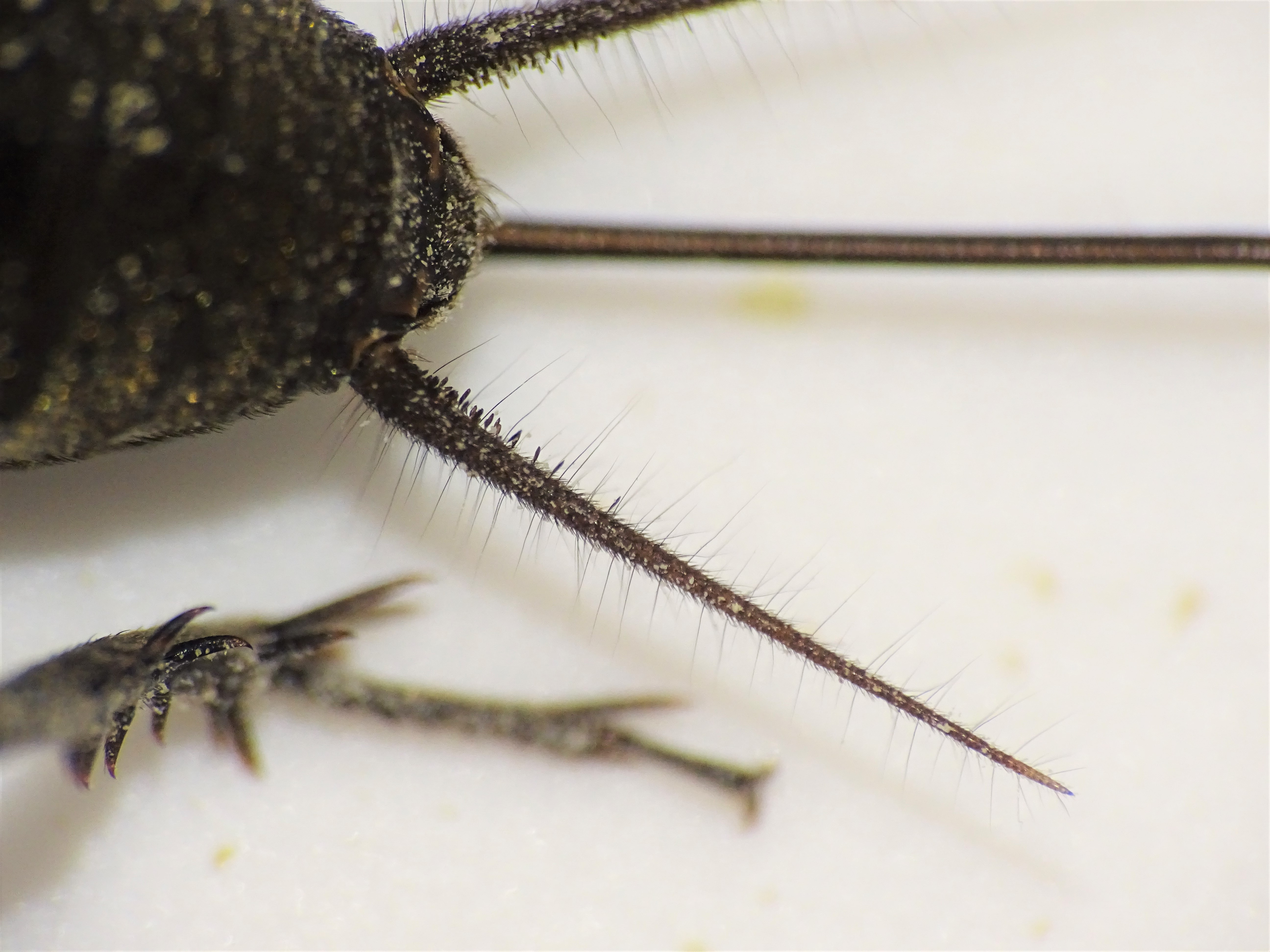
Cercus der adulten Grille Gryllus pennsylvanicus

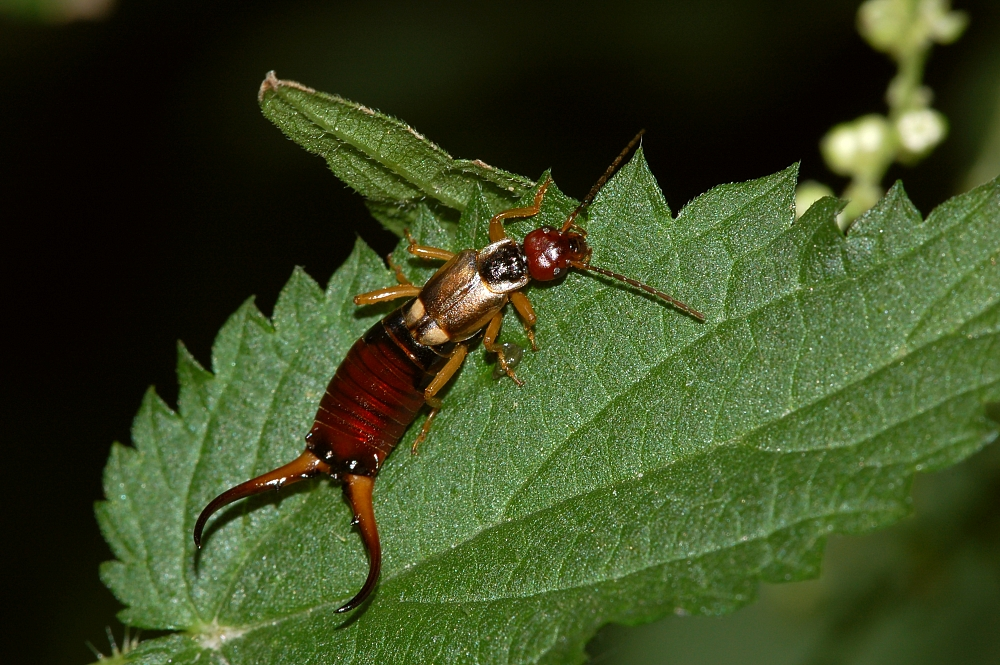
Bei den Ohrwürmern sind die Cerci zu einer Zange umgewandelt

Als Cercus (von altgriechisch κέρκος kérkos, deutsch ‚Schwanz‘; auch Raife, Afterraife, Analraife, Afterfühler) werden die paarigen Hinterleibs-Anhänge am letzten Hinterleibssegment bei Tracheentieren bezeichnet, also bei den Sechsfüßern (Insekten, Springschwänze, Doppelschwänze und Beintastler) und Tausendfüßern. Man spricht meistens in der Mehrzahl von den Cerci.

## Aufbau und Funktion
Die Cerci stellen die Extremitäten des letzten Hinterleib-Segmentes vor dem Telson dar und sind auch bei vielen Taxa vorhanden, bei denen an den übrigen Hinterleibssegmenten keine oder nur rudimentäre Extremitäten vorhanden sind. Cerci sind ursprünglich lang, gegliedert und fadenförmig sowie mit vielen Tasthaaren bestückt, sodass sie ähnlich den Antennen als Tastorgane dienen.
Bei vielen Gruppen wurden sie abgewandelt und haben eine andere Form und andere Funktionen übernommen. So bilden sie etwa bei den Ohrwürmern, den Libellen und Vertretern der Doppelschwänze (Japyx) eine Greifzange. Bei den Springschwänzen sind sie zu einer Sprunggabel ausgebildet. Bei einigen Formen fungieren einige der Tasthaare zudem als Hörhaare (Sensillen) in Form von Trichobothrien, etwa bei den Schaben.
Bei vielen Gruppen innerhalb der Insekten fehlen die Cerci vollständig oder sind nur rudimentär vorhanden.

## Weitere Hinterleibsanhänge

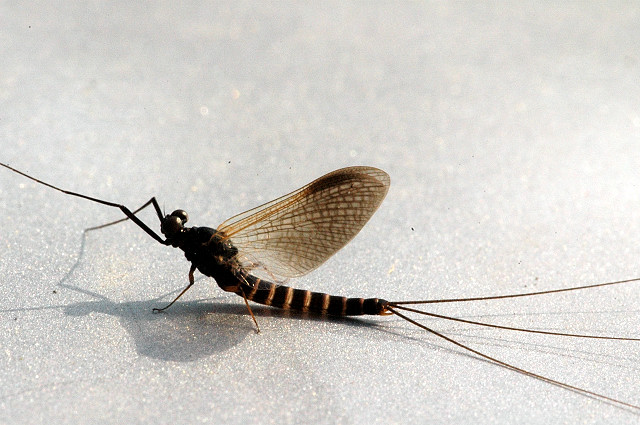
Eintagsfliegen haben oft sehr lange Cerci, der dritte Faden in der Mitte ist das Terminalfilum

Bei einigen Insektengruppen, etwa den Eintagsfliegen, ist noch ein weiterer Hinterleibsanhang vorhanden, der unpaar am Telson entspringt. Dieser wird als Terminalfilum bezeichnet. Zudem besitzen beispielsweise Libellenlarven sogenannte Analklappen, bestehend aus einem unpaaren Epiproct und zwei Paraprocten. Käferlarven können am 9. Hinterleibssegment Cerci-ähnliche Gebilde besitzen, die als Urogomphi, Corniculi oder Pseudocerci bezeichnet werden.

## Belege
1. 1 2 3 4  
Herder-Lexikon der Biologie. CD-ROM. Spektrum Akademischer Verlag, Heidelberg 2003, ISBN 3-8274-0354-5, Stichwort „Cerci“.